# Idioma maramba
El maramba es una lengua papú de Papúa Nueva Guinea de clasificación incierta. S. Wurm (1982) la dejó como una rama independiente de un grupo heterogéneo formado por las lenguas yuat, mongol-lagam y piawi (waibuk), aunque actualmente dicho grupo ha sido descartado como unidad filogenética válida. Por otra parte, la clasificación de Ethnologue (2005) mantiene la conjetura de Wurm de que el maramba tiene parentesco con el yuat, y postula un grupo "yuat-maramba", mientras que una edición posterior Ethnologue (2009) simplemente incluye el maramba como una lengua yuat más, no se argumenta el porqué de esta clasificación por lo que cual sigue siendo dudosa su adscripción al grupo.